# Loi de Graham

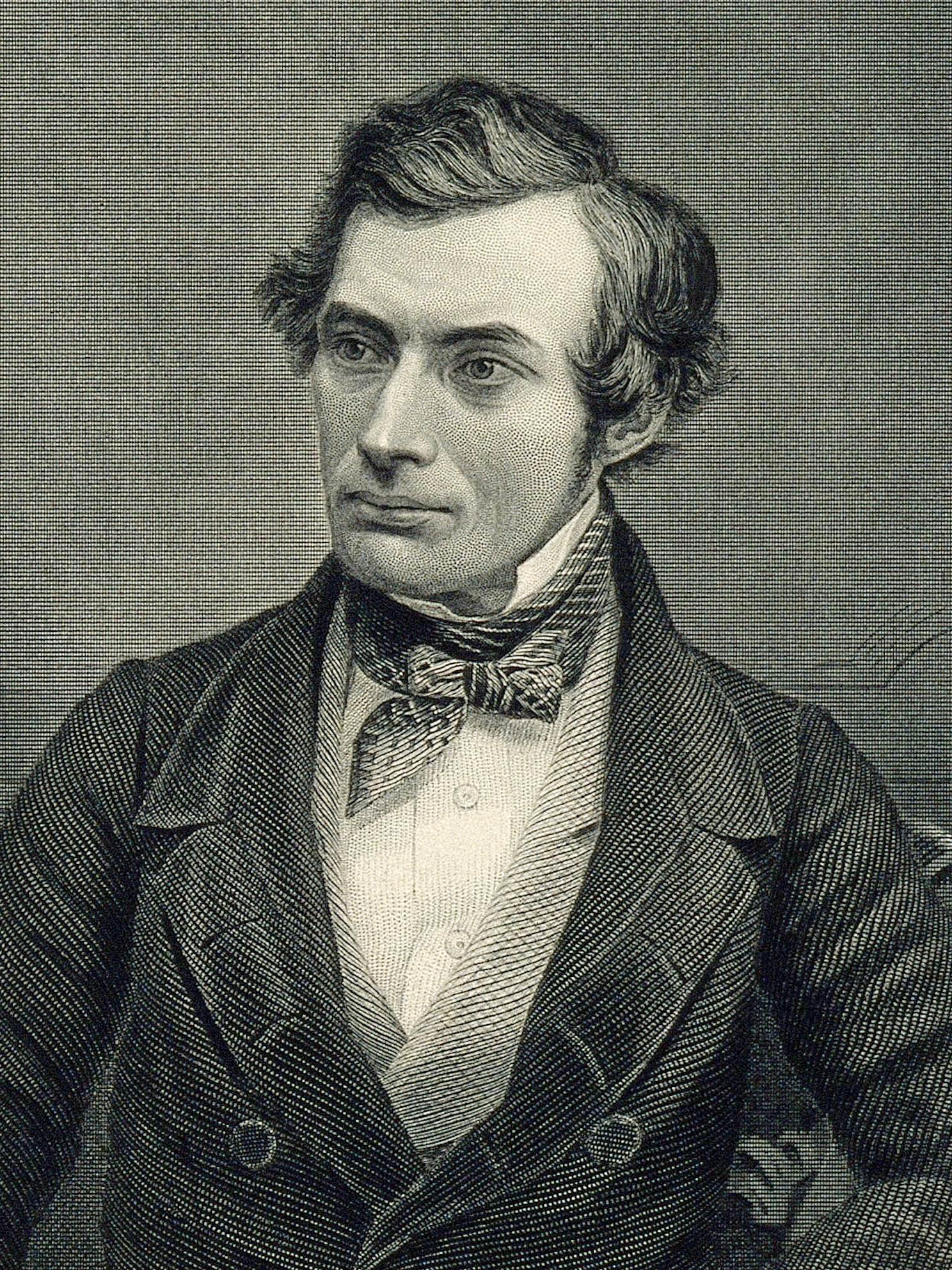
Thomas Graham, auteur de cette loi sur la vitesse de diffusion des gaz.

La loi de Graham a été formulée par le chimiste Thomas Graham, qui a démontré en 1833 que la vitesse d'effusion ou de diffusion d’un gaz est inversement proportionnelle à la racine carrée de sa masse molaire. Cette formule peut s'écrire :
{\displaystyle {{\mbox{Vitesse}}_{1} \over {\mbox{Vitesse}}_{2}}={\sqrt {M_{2} \over M_{1}}}}
où M1 et M2 sont les masses molaires des gaz respectifs.
Si par exemple la masse molaire d'un gaz est quatre fois celle d'un autre, le premier gaz diffuse à travers un tampon poreux (ou bien échappe à travers une petite ouverture, dite chas d'aiguille) à la moitié de la vitesse du deuxième gaz. Une explication complète de la loi de Graham dépend de la théorie cinétique des gaz. Cette loi fournit une méthode pour la séparation des isotopes par la diffusion - une méthode qui a joué un rôle crucial dans le développement de la bombe atomique.
Cette loi est particulièrement exacte pour l'effusion moléculaire qui implique le mouvement des molécules d’un seul gaz à travers un trou. Elle n’est qu’approximative pour la diffusion d’un gaz dans un autre ou dans l’air, ce qui implique le mouvement de plusieurs gaz à la fois.

## Exemple
Soit un gaz 1, l'hydrogène (H2) de masse molaire égale à 2 g.mol−1 et un gaz 2, le dioxygène ( O2) de masse molaire égale à 32 g.mol−1 :
{\displaystyle {\frac {Vitesse\;H_{2}}{Vitesse\;O_{2}}}={\sqrt {\frac {32}{2}}}={\sqrt {\frac {16}{1}}}=4} soit {\displaystyle Vitesse\;H_{2}=4\times Vitesse\;O_{2}}
alors les molécules de dihydrogène diffusent quatre fois plus vite que celles de dioxygène.

## Histoire
La recherche de Graham sur la diffusion des gaz fut déclenchée à la suite de la lecture du chimiste allemand Johann Wolfgang Döbereiner, qui avait observé que le gaz hydrogène s'échappait d'une fissure dans une bouteille de verre plus vite que l'air extérieur entrait pour le remplacer. Graham mesura la vitesse de diffusion à travers des tampons de plâtre, des tubes très fins et de petits orifices. Il ralentit ainsi le processus afin de pouvoir faire des études quantitatives. En 1831 il exprime la loi dans sa forme actuelle. Il étudie ensuite la diffusion des substances en solution et découvre que certaines solutions apparentes sont en réalité des suspensions de particules trop grandes pour passer à travers un filtre de parchemin. Il nomme ces matériaux des colloïdes, un terme qui caractérise une classe importante de matériaux finement divisés.
À l'époque du travail de Graham, on était en train d'établir la notion de masse molaire, en grande partie par des mesures sur des gaz. Le physicien italien Amedeo Avogadro avait suggéré en 1811 que des volumes égaux de gaz différents contenaient le même nombre de molécules. En conséquence, le rapport des masses molaires de deux gaz est égal au rapport des poids de volumes égaux de ces mêmes gaz. La constatation d'Avogadro, ainsi que d'autres études du comportement des gaz, ont fourni une base pour le travail subséquent du physicien écossais James Clerk Maxwell qui expliqua les propriétés des gaz en supposant qu'ils sont des ensembles de petites particules qui se déplacent dans un espace presque vide.
L'une des plus grandes réussites de la théorie cinétique des gaz est la découverte que la température mesurée sur l'échelle absolue de Kelvin est directement proportionnelle à l'énergie cinétique moyenne des molécules. L'énergie cinétique de tout objet égale la moitié de sa masse multipliée par le carré de sa vitesse.  Aussi si deux molécules ont des énergies cinétiques égales leurs vitesses doivent être en proportion inverse aux racines carrées de leur masse. La vitesse d'effusion dépend du débit de molécules qui entrent dans un trou et par conséquent de la vitesse moléculaire moyenne. La loi de Graham est alors une conséquence du fait que les énergies cinétiques moyennes sont égales à une même température.
Lors du projet Manhattan pour la fabrication de la première bombe atomique, la loi de Graham fournit la base de la séparation des isotopes 235U et 238U de l'uranium extrait du minérai de pechblende. Le gouvernement américain construisit une usine de diffusion dans le Tennessee pour un coût de 100 M$. Dans cette usine, l'uranium est d'abord converti en gaz hexafluorure d'uranium. Ce gaz est amené à diffuser à travers de nombreuses barrières poreuses.  À chaque diffusion, il s'enrichit en isotope 235U qui est plus léger.